# Bob Seger
Robert Clark „Bob“ Seger (* 6. května 1945, Dearborn, Michigan, USA) je americký zpěvák, kytarista, pianista a skladatel.
V 60. letech, jako úspěšný místní detroitský interpret vystupoval v Bob Seger and the Last Heard a Bob Seger System. V roce 1973 se stal členem skupiny Silver Bullet Band, se kterou se stal velmi úspěšným, hlavně díky albu Live Bullet, nahranému v roce 1975 v Cobo Hall v Detroitu. V roce 1976 zaznamenal průlom se studiovým albem Night Moves.
Bob Seger nahrál během své kariéry mnoho hitů, jako například „Night Moves“, „Turn the Page“, „We’ve Got Tonight“, „Against the Wind“ a „Shakedown“, složený pro film Policajt v Beverly Hills 2 a „Like a Rock“. Ikonická nahrávka „Old Time Rock and Roll“ se stala jednou z Skladeb století v roce 2001.
I když jeho kariéra trvá pět desetiletí, Seger stále vystupuje a nahrává. V roce 2004 byl uveden do Rock and Roll Hall of Fame a v roce 2012 do Songwriters Hall of Fame.

## Diskografie

### Studiová alba
- Ramblin' Gamblin' Man (1969)
- Noah (1969)
- Mongrel (1970)
- Brand New Morning (1971)
- Smokin' O.P.'s (1972)
- Back in '72 (1973)
- Seven (1974)
- Beautiful Loser (1975)
- Night Moves (1976)
- Stranger in Town (1978)
- Against the Wind (1980)
- The Distance (1982)
- Like a Rock (1986)
- The Fire Inside (1991)
- It's a Mystery (1995)
- Face the Promise (2006)
- Ride Out (2014)

### Koncertní alba
- Live Bullet (1976)
- Nine Tonight (1981)

### Kompilační alba
- Greatest Hits (1994)
- Greatest Hits 2 (2003)
- Early Seger Vol. 1 (2009)